# 北京朝陽駅
北京朝陽駅（ペキンちょうようえき）は中華人民共和国北京市朝陽区に位置し、中国国鉄北京鉄路局が管轄する双沙線の駅である。2024年12月15日には北京地下鉄3号線が乗り入れる。

## 利用可能な路線
中華人民共和国鉄道部(中国国鉄)
双沙線
京瀋旅客専用線
北京地下鉄
3号線

## 歴史
- 1966年 - 星火駅（せいか-えき）として開業。
- 2020年6月28日 - 北京朝陽駅に名称決定。
- 2021年1月22日 - 京瀋旅客専用線が開業。
- 2024年12月15日 - 北京地下鉄3号線が開業[1]。

## 隣の駅
中国国鉄
双沙線
双橋駅 - 北京朝陽駅 - 望京駅
北京東駅 - 北京朝陽駅
京瀋旅客専用線
(北京駅 - )北京朝陽駅 - 順義西駅
北京地下鉄
■3号線
石仏営駅 - 朝陽駅 - 姚家園駅
座標: 北緯39度56分54秒 東経116度30分12秒 / 北緯39.9483度 東経116.5032度